# Beniamin (Muratowski)
Beniamin, imię świeckie Wasilij Antonowicz Muratowski (ur. 6 kwietnia?/18 kwietnia 1855 w guberni kazańskiej, zm. 3 lub 6 maja 1930 pod Moskwą – biskup Rosyjskiego Kościoła Prawosławnego, następnie jeden z przywódców ruchu Żywej Cerkwi. 

## Życiorys
Urodził się w rodzinie kapłana prawosławnego. W 1877 ukończył seminarium duchowne w Kazaniu i został w tym samym mieście zatrudniony w szkole parafialnej. 1 grudnia tego samego roku, po zawarciu małżeństwa, został wyświęcony na kapłana i podjął pracę duszpasterską w cerkwi Zesłania Ducha Świętego w Kazaniu. Po kilku latach zmarła jego żona, z którą miał jednego syna. W 1892, dzięki pomocy arcybiskupa kazańskiego Palladiusza, mógł podjąć studia teologiczne w Kazańskiej Akademii Duchownej, które ukończył w 1896 jako kandydat nauk teologicznych. W tym samym roku złożył wieczyste śluby mnisze z imieniem Beniamin, został podniesiony do godności archimandryty i skierowany do monasteru św. Jana Teologa w Czeriemiencu (eparchia petersburska i gdowska) jako jego przełożony. 
W 1897 miała miejsce jego chirotonia na biskupa pomocniczego eparchii petersburskiej z tytułem biskupa jamburskiego. W 1898 jego tytuł uległ zmianie na biskup gdowski. Następnie 10 lipca 1902 został przeniesiony na katedrę kałuską i borowską. W 1910 objął zarząd eparchii symbirskiej i syzrańskiej. W 1915 otrzymał godność arcybiskupią. Uczestniczył w Soborze Lokalnym Rosyjskiego Kościoła Prawosławnego. W 1920 objął katedrę riazańską. 
W 1922 ogłosił swoje przejście do Żywej Cerkwi i przyjął tytuł metropolity riazańskiego w jej strukturach. Dwukrotnie składał przed patriarchą Tichonem akt pokutny z deklaracją powrotu do kanonicznego Kościoła, po czym ponownie wstępował do ruchu odnowicielskiego. We wrześniu 1923 został w jego hierarchii metropolitą jarosławskim. W tym samym roku wziął udział w II soborze Żywej Cerkwi, który ogłosił pozbawienie patriarchy Tichona wszelkich godności duchownych oraz stanu mniszego, jak również proklamował Żywą Cerkiew jedyną kanoniczną organizacją prawosławną w ZSRR. 
W 1924 został w ramach Żywej Cerkwi metropolitą leningradzkim, a następnie w 1925 metropolitą obwodu północno-zachodniego. Od 1927 był metropolitą moskiewskim i kołomieńskim, zaś od 1928 - także przewodniczącym Świętego Synodu Żywej Cerkwi. Zmarł w 1930 na daczy pod Moskwą. 